# أمونيت

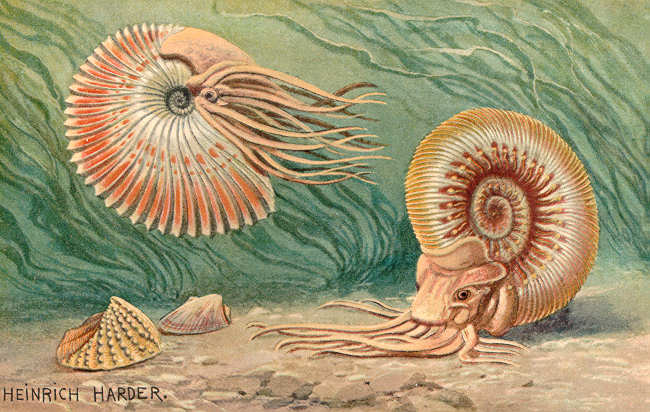
رسم تخيلي للأمونيت في بيئته.

الأمونيتات أو الآمونيّات ومفردها آمونيّة  (الاسم العلمي: Ammonitida) هي لافقاريات بحرية منقرضة تنتمي إلى رأسيات الأرجل، عاشت خلال الحقبتين المبكرة والوسطى، وهي تملك سجل أحافير ضخمًا وغنيًا يزوّد العلماء بكم ضخم من المعلومات حولها والحقب التي عاشت فيها، إضافة إلى أن أحافيرها تساعدهم على تحديد عمر الصخور التي توجد فيها، وتسمى هذه الأحافير بالأحافير المفهرسة. ربما أحافير الأمونيتات هي أكثر الأحافير التي استطاع العلماء التعرّف عليها، والاستفادة منها بعد أحافير الديناصورات. وتنتمي الأمونيتات إلى طائفة الرأسقدميات، التي تنتمي إليها الحبارات والأخطبوطات وبعض النوتيات.
كانت الأمونيتات قادرة على السباحة، وعلى توجيه نفسها في الماء، وربما استخدمت لكي تتحرّك آلية دفع خلفي شبيهة بالتي يستخدمها كل من الحبار والأخطبوط. ساعدت أحافير الأمونيتات على تحديد مواقع البحار القديمة، نظرًا لمعيشتها في المياه.
عاشت الأمونيتات على الأرض لمدة أكثر من 140 مليون عام، وظهرت على الأرض لأول مرة قبل حوالي 208 مليون سنة خلال العصر الفحمي، ثم تطورت خلال الحقبة الوسطى وتنوّعت، حتى انقرضت في نهاية هذه الحقبة ضمن انقراض العصر الطباشيري-الثلاثي.

## التسمية
جاءت تسمية «أمونيت» من الميثولوجيا المصرية، نسبة إلى «آمون» أحد الآلهة المصرية القديمة، ويبدو مظهر أمون كرجل يَملك قروناً شبيهة بقرون الحمل، تماماً كشكل صدفة الأمونيت التي تلتف حول نفسها مثل قرن الحمل الملتف، ولذلك فقد سميت هذه الرخويات بـ«الأمونيتات» نسبة إلى أمون.

## التصنيف
الأمونيتات هي حيوانات لا فقاريّة تنتمي إلى شعبة الرخويات، وذلك لأن أجسادها رخوة وتعيش داخل أصداف، وتنتمي إلى طائفة رأسيات الأرجل نظراً لأنها تملك مجسات رأسيّة، ولتحت طائفة الأمونيتيّات، وهي تُمثل أضخم تحت طوائف رأسيّات الأرجل، حيث تتضمّن 163 فصيلة بما في ذلك الأمونيتات (بحسب تصنيف عام 1990).
تنقسم الأمونيتيّات (وهي حيوانات تتميّز بأنها تملك أصدافًا خارجيّة معقدة البُنية) إلى ثلاث رتب، إحداها هي الأمونيتات، والتي تتميّز بجدرانها الصدفيّة بالغة التعقيد. وقد صنفت الأمونيتات في البداية ضمن مستوى جنس بناءً على أصدافها الملتفّة (حيث انفصلت عنها ذوات الأصداف غير الملتفة بعد عام 1799)، ولم يَتم منحها صفة الجنس مستقلةً حتى أواخر القرن التاسع عشر. وحديثاً بعد تحسّن المعلومات عن الأمونيتات تم تصنيفها كطائفة كاملة.

### التحت رتب

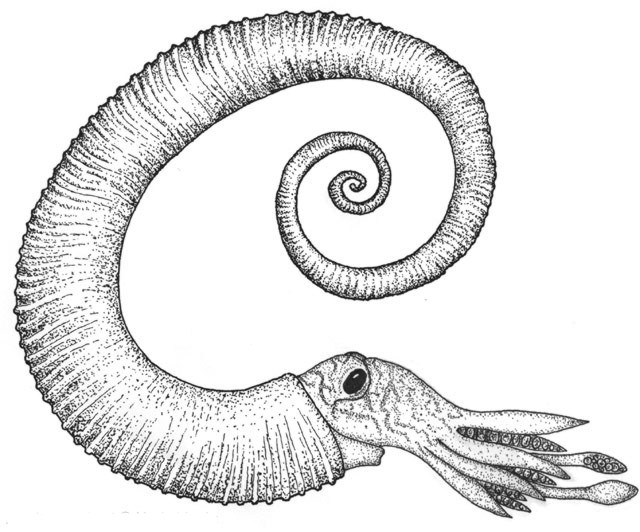
أمونيت من الأنسيلوسيراتينات، يَملك صدفة ممتدّة بلفّات قليلة.

تنقسم رتبة الأمونيتات إلى خمس تحت رتب، هي:
- الأمونيتات.
- الأكانثوسيراتينات.
- الأنسيلوسيراتينات: كانت تتميّز بأنها تمتلك أصدافًا غير ملتفّة، فأصدافها كانت أساسًا ممتدّة مع لفّتين، حيث بَدَت كمشابك الورق ( الصورة).[13]
- الفيلّوسيراتينات.
- اللّيتوسيراتينات.[3]

## التطور
أسلاف الأمونيتات هي النوتيات القديمة، التي كانت تملك أصدافاً مستقيمة مخروطية أو طولية الشكل ومقسّمة إلى تجاويف عدة، ثم تنوّعت إلى رتب عديدة، قبل أن يَنقرض معظمها في نهاية العصر الديفوني (قبل 350 مليون سنة، ولم ينج من هذا الانقراض سوى رتبة واحدة انحدرت منها النوتيات الحديثة). لكن قبل أن تنقرض هذه الرتب، بدأ فرع من إحدى تلك الرتب خلال أواسط العصر الديفوني بالتطوّر إلى مرحلة انتقالية بين النوتيات والأمونيتيّات تُسمى بـ«البكتريديّات»، والتي أصبحت لاحقاً «أمونيتات». ومع ذلك فقد انقرضت تقريباً كل أجناس المخلوقات الحيّة خلال انقراض العصر البرمي الترياسي بما في ذلك جزء كبير من الأمونيتات، لكن نجت بعض أنواعها واستطاعت أن تتكاثر وتنتشر مجدّداً خلال العصر الترياسي، حيث نجى جنس من الأمونيتات واستمرّ بالتنوّع تدريجياً خلال ذلك العصر. وبحلول العصر الجوراسي، أصبح تنوّع وانتشار الأمونيتات كبيرَين للغاية، وحينها حَظيت بسيطرتها الفعليّة، واستمرّ تنوّعها خلال العصر الطباشيري حتى انقراضها.

## الحجم

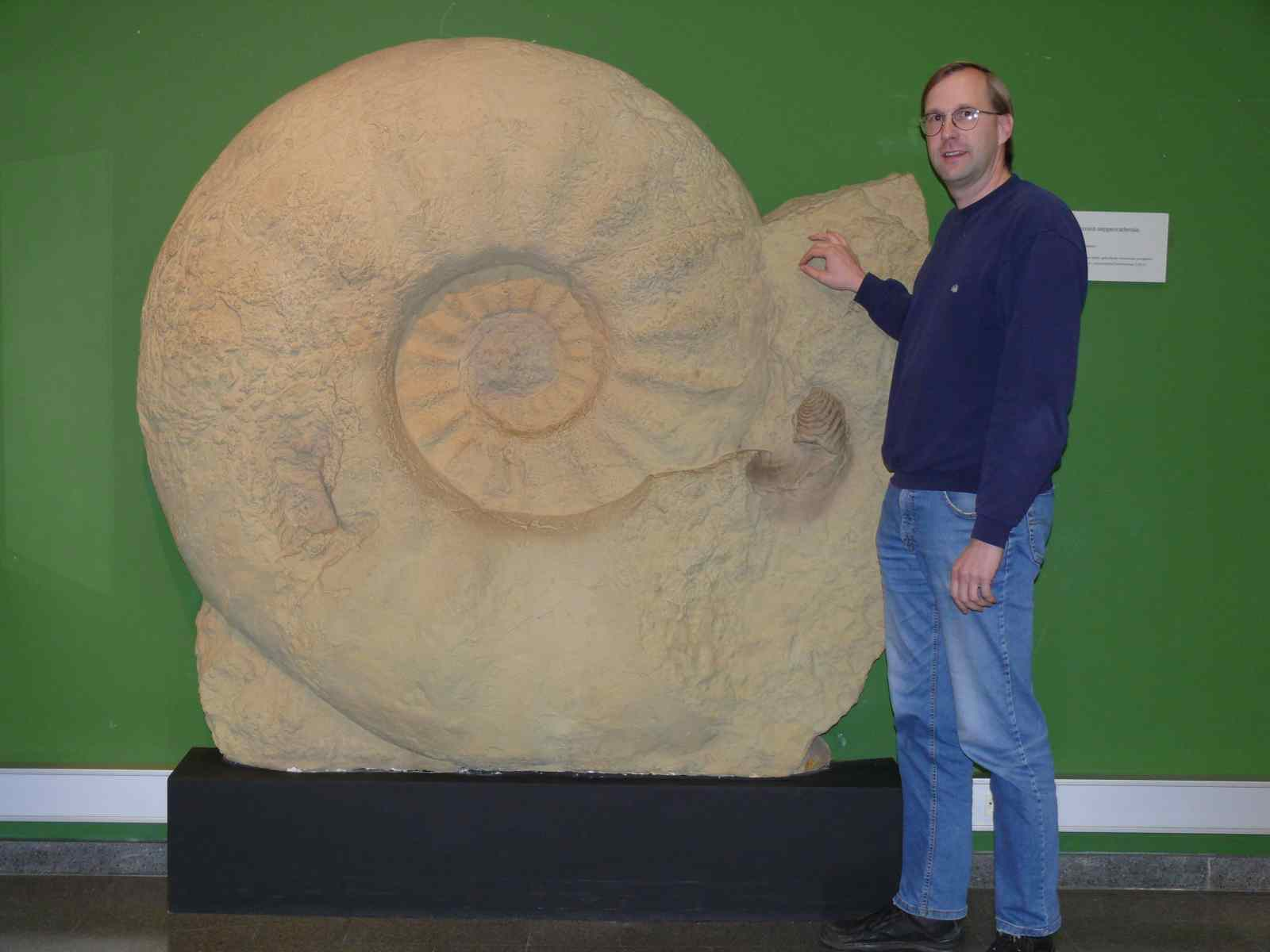
رجل يقف بجانب أكبر أمونيت معروف، حيث يَبلغ قطر صدفته 1.8 متر.

تتفاوت أحجام الأمونيتات بشكل كبير من نوع إلى آخر، فيتراوح قطر العيّنات التي عثر عليها حول العالم من أقل من سنتيمتر إلى مترين. كانت الأمونيتات الأولى والمبكرة (حتى أواسط العصر الجوراسي) أصغر من مثيلاتها الحديثة، فقد كانت تتراوح أحجامها عادة من أقل من 25 سم إلى 58 سم. أما في العصرين الجوراسي المتأخر والطباشيري المبكر فقد نمت إلى أحجام أكبر، فعثر في جنوب بريطانيا على أحافير لأمونيتات ربما تجاوز قطرها 50 سم. وقد كانت أصداف إناث الأمونيتات أكبر من أصداف الذكور، مثل نظائرهم الحديثة «النوتيات». كان يصل وزن الأمونيتات حتى 100 كغم.

## الغذاء
تُعد الأمونيتات من الحيوانات اللاحمة بشكل عام، وقد عثر في أحافير عدد من الأمونيتات على بقايا طعام من عشرقدميات صغيرة، والتي ربمّا شكلت الفريسة الأساسيّة لبعض أنواع الأمونيتات. اشتمل غذاء الأمونيتات أيضًا على قنافذ البحر (وأنواع أخرى من شوكيات الجلد) وزنابق البحر والصدفيات وبعض أنواع الثقبيات والأسماك الشبيهة بالأفراخ ونجوم البحر ودولارات الرمال [الإنجليزية] إضافة إلى الأمونيتات نفسها.

## الحياة

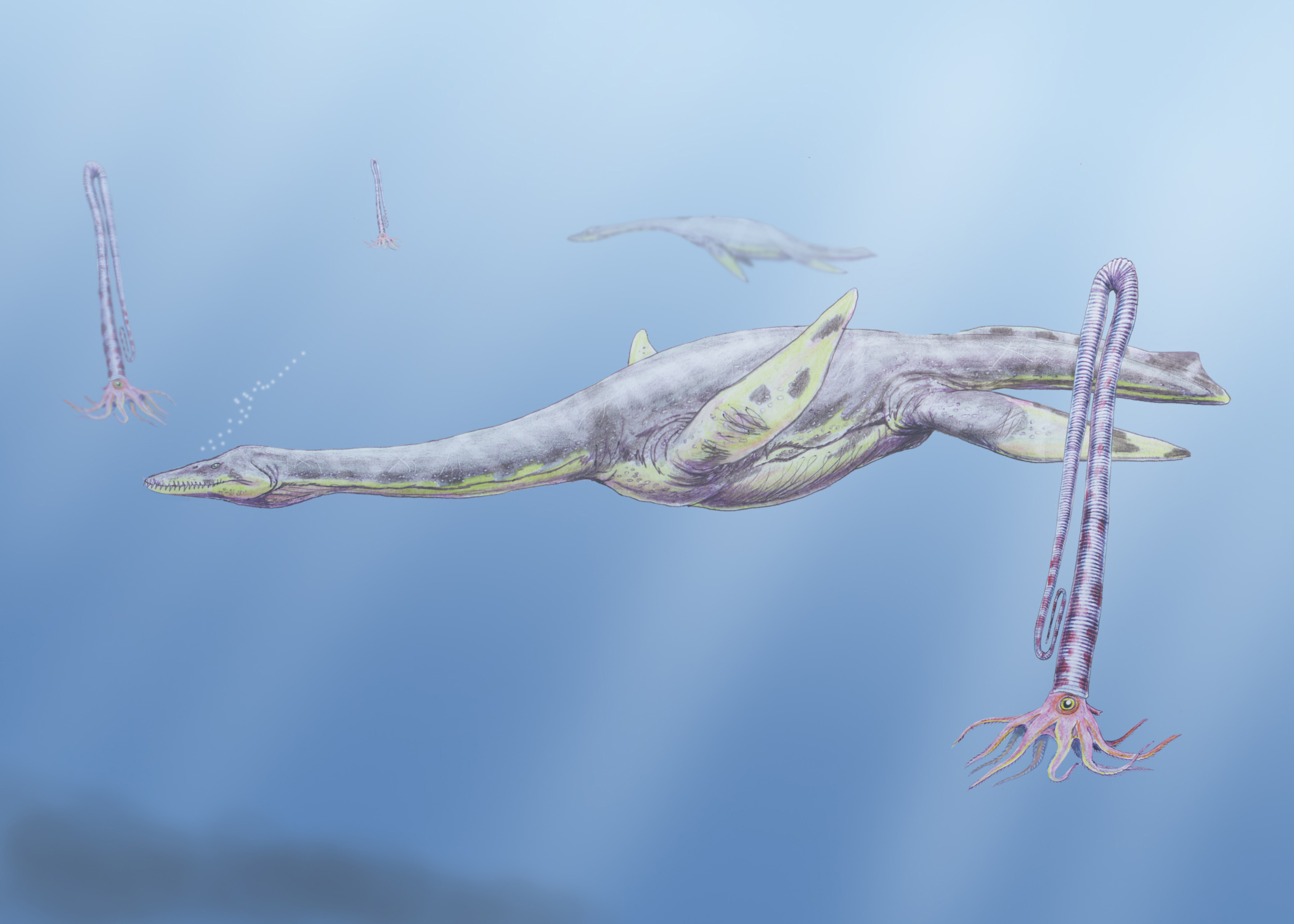
أمونيتات ذات أصداف ممتدة تسبح إلى جانب بليزوصور في العصر الطباشيري المتأخر.

لم يتبق من الأمونيتات سوى أصدافها، لذا فدراسة أقاربها الحيّة اليوم تفيد العلماء في التعرّف على كيف كانت تبدو وتعيش هذه الحيوانات. يعتقد أن الأمونيتات في حياتها، كانت تشبه حبارًا يَعيش داخل صدفة حلزونيّة يَملك ما يتراوح من ثماني إلى عشر مجسّات تبرز من رأسه. كانت الأمونيت تستخدم هذه المجسّات للسباحة والصيد مثل الأخطبوطات والحبارات الحديثة. كانت الأمونيتات مخلوقات متنوّعة للغاية، وربما كان معظمها ضواريَ تجُوب الماء المفتوح بحثًا عن فرائس، لكنهم - بدورهم - كانوا يُفترسون من قِبل الحيوانات الأخرى، مثل الموزاصور والزواحف البحريّة القريبة من الورل، والتي كثيراً ما كانت تترك آثار عضّات على الأصداف. وبعد موت الأمونيت، تتحلّل أنسجته اللينة التي تُشكل الرأس والمجسات تاركة الصدفة الحلزونيّة فقط، والتي تتحجر لاحقاً مكوّنةً الأحافير.
ربما كانت الأمونيتات تملك رؤوسًا وأعينًا متطورةً إلى حد جيّد، إضافة إلى أفواهٍ محاطة بحلقة من المجسات. أما خلف الرأس، فيوجد الجسم والأعضاء الداخليّة، بينما تحت الرأس فهناك أنبوب يُعتقد أنه كان يَمنح الدفع للحيوان بضخّ الماء عبر تجويف الجسم إلى الخارج (أي أنها تقنية دفع خلفي مثل الحبارات والأخطبوطات). لكن مع أن هذا هو أسلوب السباحة العام، فإن تنوّع أشكال الأصداف عند الأمونيتيّات خلق بدوره تنوعًا في قدراتها على السباحة، وهذا بحدّ ذاته سبّب تغييرًا في أساليب حياتها. بعض أنواع الأمونيتات تملك أصدافًا مسطّحة، تستطيع شقّ الماء لمنحها حركة سريعة، وهذه ربما كانت ضواري تستفيد من اندفاعها القوي لكي تستطيع مطاردة فرائسها. كما كانت هناك أنواعًا أخرى تملك أصدافاً أضخم تجعلها أكثر بلادة. وربما تسببت الأعمدة الفقريّة والأضلاع في إعاقة وإنقاص مقدار الاندفاع عبر الماء بشكل كبير، وهذا خلق بدوره المزيد من التفاوت في سرعة وقدارت الأمونيتات على السباحة. إضافة إلى هذا، تُشير بعض النظريات إلى أن التنوّع الكبير في أساليب التغذي عند الأمونيتات تضمّن أمونيتات قمامة وآكلات فتات. بالرغم من هذا، فإن البعض يَعتقد أنه لم تَكن هناك قدرة عند الأمونيتات على السباحة أو العوم، لعدم وجود أدلة واضحة وحتميّة حول ذلك. فما زال هنا جدال بين علماء الأحافير حول ما إذا كانت الأمونيتات سبّاحات جيّدة أم لا.

## بُنية الأصداف

### البًنية الداخلية

رسم يُبين تركيب صدفة الأمونيت.

بُنية الأمونيتات الصدفيّة مشابهة لبُنية النوتيات ذات التجاويف. تنقسم صدفة الأمونيت إلى تجاويف مختلفة، ويُسمى كل تجويف قمرة. وتفصل بين هذه القمرات جدران تسمّى عادة السبتا. كثيرًا ما يَكون الجانب الخارجي من الصدفة مزخرفًا بخطوط مختلفة تسمى «الليرات». وهذه الزخرفات إضافةً إلى شكل الصدفة يؤخذان بعين الاعتبار أيضًا في التصنيف. داخل الصدفة يُوجد الإسفنك، وهو عبارة عن أنبوب يَمر عبر كل تجاويف الصدفة (القمرات)، يَستخدمه الحيوان ليَدفع نفسه عبر الماء، لكيّ يَجعلَ صدفته تطفو (عن طريق دفع الماء خلال الأنبوب). لكن موقع الإسفنك عند الأمونيتات ليس نفس الذي عند النوتيات، فبدلاً من أن يَمر في وسطِ الحيوان، فإنه يَمر على طول الجهة الداخلية من الجانب الخارجي للصدفة (أي أنه ملتصق بجدارها الخارجي بدلاً من أن يَكون في وسطها). ربما كانت الأمونيتات قادرة على سحب أجسادها إلى داخل أصدافها لحماية أنفسها، وقد طوّرت بعض الأنواع التي تعود إلى الحقبة الوسطى صفائحًا صُلبة تسمّى «الإبتك»، ربما كانت تستخدمها لتغطية مدخل الصدفة.

### شكل الصدفة

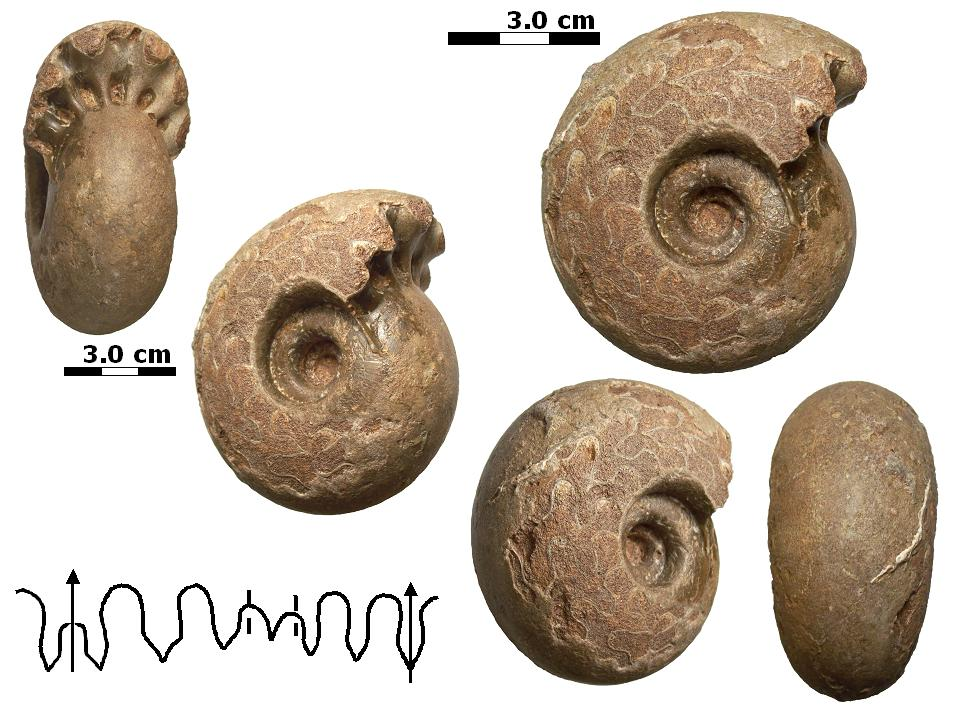
مجموعة متنوّعة من أصداف الأمونيتات.

الأمونيتات تملك عامةً أصدافًا حلزونية، التي تتكون من مركب من كربونات الكالسيوم والبروتين، والتي لديها العديد من الاختلافات فيما بينها. فأمونيتات العصر الجوراسي كانت أقل زخرفة من أمونيتات العصر الطباشيري، وقد امتلكت العديد من أمونيتات العصور الأكثر تأخرًا في الحقبة الوسطى أضلاعًا وزخرفات واضحة ومعالم أخرى لم تكن موجودة عند أسلافها. بانتهاء العصر الطباشيري، تنوّعت أشكال الأمونيتات كثيرًا، حيث أن بعضها نمت بأشكال هلالية، وبعضها أصبحت تملك ثنيات صدفة مفتوحة، وأخرى عادت إلى الأصداف الممتدة مثل ما كانت تفعل النوتيات المبكرة. هذه الأمونيتات غير اعتيادية الشكل تسمى بـ«مختلفات الشكل» (هترمورف)، وبما أنه لا بد أن هذه الحيوانات قد شغلت أجزاءً مختلفة من السلسلة الغذائية، فلا بد أيضًا أن تكون قد اختلفت كثيرًا في أشكالها وأحجامها.

### الأجزاء المستخدمة
أصداف الأمونيتات أرق من تلك التي تملكها النوتيات، وربما كانت غير قادرة على مقاومة الضغط بقدر ما تستطيع أصداف النوتيات. كما تملك الأمونيتات أجزاءً تسمى «اللابت»، وهي عبارة عن شفاه تنتأ من التجويف الأخير للصدفة عند مقدمة الحيوان، وربما كان يُستخدم عند الذكور البالغة للاستعراض الجنسي، حيث أن هذه الأجزاء ليست موجودة في الإناث الأكبر. تدعو هذه الأجزاء إلى الاعتقاد بأنها كانت مرئية بوضوح، مع أن معالم مشابهة ستكون غير مرئية في الأعماق المظلمة. من هذا يُمكن أن يُستنتج ضمنيًا أن الأمونيتات كانت تملك إبصارًا جيدًا، وكانت تسكن الماء الضحل بشكل معتدل. تم التعرف أيضًا على سن صغير يُوجد على ألسنة هذه الحيوانات، وهذا يُبرهن على وجود قرابة عالية لها مع معظم الأخطبوطات الحديثة. ومع هذا الدليل التفصيلي، فيَبدو من الراجح أنه ربما شابهت الأمونيتات ذات الأجسام الرخوة الحبارات أو الأخطبوطات في الشكل، على عكس النوتيات كثيرة الأذرع.

### الإبتك
الإبتك هو عبارة عن جسم على شكل قلب، يقع أحيانًا في آخر تجاويف الصدفة. وقد فُسر على أنه إما فك ضخم أو ربما قلنسوة يَحمي بها الحيوان نفسه من الأعداء عندما يَنسحب إلى داخل صدفته. يدور حاليًا جدل حول الاستخدام الحقيقي للإبتك، فهو يُمكن أن يَكون كبيرًا جدًا عند بعض الأنواع، فأحياناً يَصل طوله إلى خُمس طول الجسم بكامله، ولهذا فإنه يَبدو كبيرًا جدًا لكي يَكون فكًا. لكن من جهة أخرى، فهو لا يُلائم دائمًا فتحة التجويف الأخير لكي يَكون غطاءً.

## الأحافير

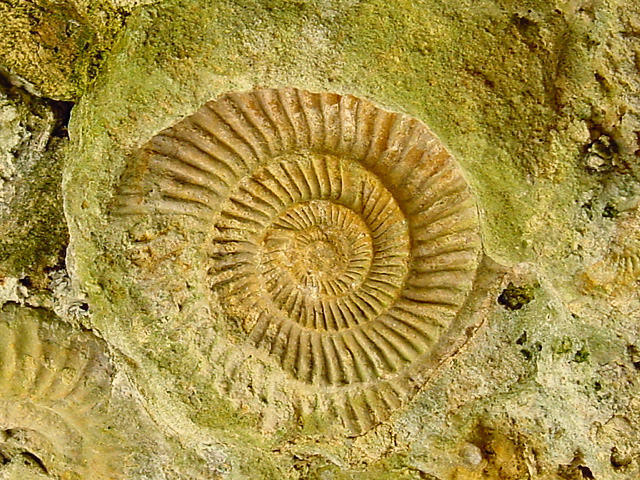
أحفورة لأمونيت وهي ما زالت داخل الصخور قبل استخراجها.

تمثل الأمونيتات الآن فهرسًا أو مؤشرًا أحفوريًا، وهو ما يَعني أن جنسًا محددًا منها لا يُوجد إلا في مدة زمنية محددة عبر التاريخ، مما يَجعل الأحافير قابلة لأن تستخدم كمقياس زمني. والأمونيتات اليوم هي من الفهارس الأحفورية الشائعة، حيث أنها هامة جدًا لأغراض توقيت الأحافير ومعرفة تاريخها. الأمونيتات غنية في صخور الحقبة الوسطى، وهي تستخدم بشكل خاص لتوقيت أحافير العصرين الجوراسي والطباشيري، ولهذا السبب فإن أحافيرها تعد بالغة الأهمية نظرًا إلى غناها في السجلات الأحفورية.

### التاريخ
جمع البشر أصداف الأمونيتات من المواقع الأثريّة لآلاف السنين، حيث أنها عُرفت منذ القدم، وقد كانت مصدرًا للعديد من القصص والأساطير القديمة. وقد أعتقد في العديد من الثقافات على مر التاريخ أن لأحافير الأمونيتات قوى خاصة. فمثلاً، في اليونان القديمة، كان يُعتقد أنه إذا وَضع المرء أمونيتًا تحت وسادته، فإنه سيُشفى من الأرق وسيَحلم أحلامًا جيّدة. وفي روما القديمة أيضًا كان يُعتقد أنه إذا وضع المرء أمونيتًا ذهبيًا تحت وسادته، فإنه سيَحلم أحلامًا تنبؤية. وخلال العصور الوسطى، اعتقد الكثيرون أن الأمونيتات أفاعٍ تحوّلت إلى حجارة، والتي كانت تُباع إلى الرحّآلة المسافرين. وقد عُثر على هذه الأصداف في العديد من المواقع الأثريّة حول العالم منذ تلك العصور.

## الانقراض
كان انتشار وتنوّع الأمونيتات يقل ويزداد على نحو متكرر خلال العديد من الانقراضات التي حدثت في الحقبتين المبكرة والوسطى. وقد تضرّرت الأمونيتات كثيرًا خلال انقراض العصر البرمي الترياسي، وبالرغم من أن معظم السلاسل الصخرية التي تعود إلى هذه الفترة، إما ناقصة أو من الصعب تحديد تاريخها، إلا أن هناك دراسة حديثة اعتمدت على أحد مواقع الأحافير الجديدة، توصّلت إلى أن الأمونيتات عادت للانتشار والتنوع بعد الانقراض بسنوات قليلة. في حين أن الدراسات السابقة افترضت أن الأمر استغرق عشرات ملايين السنين، لتتجاوز خطر الانقراض.

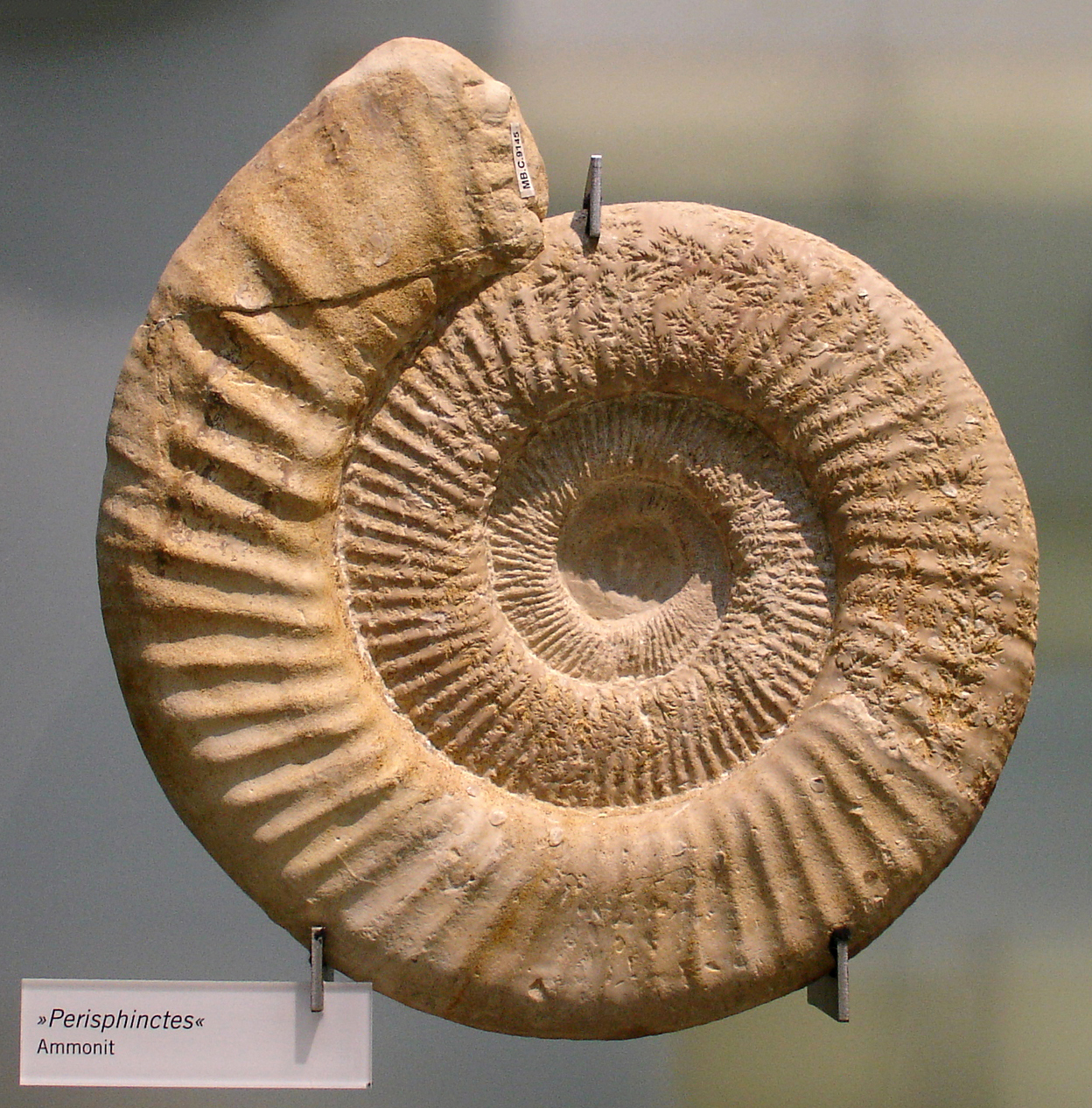
أحفورة أمونيت قديم.

نجت فصيلتان فقط من أصل 15 فصيلة للأمونيتات، بعد انقراض العصر البرمي-الترياسي. لكن بعد ذلك بملايين السنين استردّت تنوّعها السابق. وأخيرًا، انقرضت جميع فصائل الأمونيتات بنهاية العصر الطباشيري جنبًا إلى جنب مع الديناصورات، وذلك ضمن انقراض العصر الطباشيري-الثلاثي.
هناك عدة نظريّات حول سبب انقراض الأمونيتات. افترضت إحداها أنه ربما كانت الأمونيتات تمرّ بمرحلة انتقالية تكون فيها في صورة «يرقات علقيّة» قبل أن تبلغ. تعتمد هذه اليرقات الصغيرة على عمليّة البناء الضوئي للحصول على الغذاء، لكن نظرًا لأن السماء كانت محجوبة بسحب من الغبار في نهاية العصر الطباشيري (بسبب اصطدام كويكب بالأرض)، فإنه لن تكون هناك فرصة أمام هذه اليرقات للحصول على الغذاء، ومن ثم فإنها سوف تنقرض. لكن من جهة أخرى، العديد من الحبارات والأخطبوطات التي عاشت في ذلك الوقت كانت تمرّ أيضًا بمرحلة علقيّة، ومع ذلك فقد نجت من الاصطدام.
تفترض نظريّة أخرى أن أصداف الأمونيتات كانت حسّاسة للغاية للأمطار الحمضية التي ربما تبعت تبخر أحجار جيرية وتصاعد بخارها إلى الغلاف الجوي كنتيجة لاصطدام كويكب. لكن ربما يكون السّبب ببساطة هو التنافس الطبيعي بين الأمونيتات وجيرانها في المحيط، أو كل هذه الأسباب مجتمعة.